# Diplotaxis rugosipennis
Diplotaxis rugosipennis är en skalbaggsart som beskrevs av Blanchard 1851. Diplotaxis rugosipennis ingår i släktet Diplotaxis och familjen Melolonthidae. Inga underarter finns listade i Catalogue of Life.